# María Saro
María Saro Alonso, Abadilla de Cayón, Cantabria, España en 1912 - Santander, 24 de enero de 2007.
Estudió enfermería a distancia en la Facultad de Medicina de Valladolid, teniendo oportunidad de practicar esta profesión en los dos bandos de la Guerra Civil.
Sin embargo su gran vocación sería la literatura. Es autora de "La Braña. Poemas y pensamientos" (Santander, 1975), donde una mujer sin aspiraciones expresa con sinceridad y ternura sus impresiones y sentimientos. Leería varios de sus poemas en la Casa de Granada en Madrid, en el Ateneo de Santander , en la Casa de Cervantes de Valladolid y en la Universidad Internacional Menéndez Pelayo. En 1978 recibió un premio de poesía de la Sociedad Amigos del Arte de Santander. Fue preseleccionada en la nominación a los cinco mejores poetas españoles por la UNESCO. Fue Doctora Honoraria de Literatura de la Academia Mundial Moderna y Miembro Titular Académico del Centro Cultural Literario y Artístico Agustín García Alonso de Aranguren (Vizcaya). Su labor cultural y social vinculada con el Aula de la Tercera Edad de su municipio, y su lucha por la promoción de la mujer en el ámbito rural, fue motivo para que el Ayuntamiento de Santa María de Cayón le ofreciera un homenaje con la edición de una selección de sus versos: "Bajo mi cielo gris" (2000), continuación de su anterior obra que la reconcilió, poéticamente hablando, con la gente de su pueblo y publicar la historia del lugar que la vio nacer. Según señala el escritor José Ramón Saiz Viadero,
__María pertenece a esa generación literaria que, al estilo de los viejos juglares, acostumbraba a recitar de memoria las creaciones poéticas, lo mismo propias que ajenas. Concibe la poesía como un canto a la vida y a la naturaleza, como un examen bucólico de las circunstancias que la han rodeado durante toda su existencia, tanto en lo que se refiere al paisaje -que vitaliza su verso duro- como al paisanaje.__
Llevada por ese deseo de comunicar a los demás su concepto de la existencia poética, ha dado recitales en Santander, Granada, Valladolid, etc. Quizás sea en su propio lugar de origen donde menos ha expuesto su verso, llevada por pudores no confesados, pero comprensibles".
Viuda de Ambrosio San Emeterio Arenal, falleció en Santander el 24 de enero de 2007 a la edad de 94 años, siendo inhumada en el cementerio de La Abadilla de Cayón.

## Obras
- La Braña. Poemas y pensamientos, Santander (1975).
- Bajo mi cielo gris", Santa María de Cayón (2000).

## Premios
- Premio de poesía de la Sociedad Amigos del Arte de Santander.
- Doctora Honoraria de Literatura de la Academia Mundial Moderna.
- Miembro honorífico de la Unesco.
- La biblioteca municipal de Santa María de Cayón lleva su nombre.